# Con cuerdas
Con cuerdas es un álbum de estudio de la orquesta de salsa colombiana Niche, publicado a finales de 1986 por los sellos discográficos Zeida Records y Codiscos. El álbum contiene nuevas versiones del disco anterior, dejando de lado los temas "Tongolele" y "La Rata Chillona", sustituyéndolos por los temas "Perder Para Amar" y "Pa' Que Esa Negra Caiga".

## Lista de canciones
Todas las canciones escritas y compuestas por Jairo Varela. 
| Lado A |                                           |                          |          |  |
| N.º    | Título                                    | Intérprete(s)            | Duración |  |
| 1.     | «Perder para amar»                        | Jairo Varela, Tito Gómez | 3:41     |  |
| 2.     | «Bendita seas» (segunda versión)          | Tito Gómez               | 4:54     |  |
| 3.     | «Un caso social» (segunda versión)        | Tito Gómez               | 5:18     |  |
| 4.     | «Me huele a matrimonio» (segunda versión) | Tito Gómez               | 5:54     |  |

| Lado B |                                         |               |          |  |
| N.º    | Título                                  | Intérprete(s) | Duración |  |
| 1.     | «Pa' que esa negra caiga»               | Tito Gómez    | 4:38     |  |
| 2.     | «La trampa» (segunda versión)           | Tito Gómez    | 5:22     |  |
| 3.     | «Pa' mi negra un son» (segunda versión) | Tito Gómez    | 4:44     |  |
| 4.     | «Ese día» (segunda versión)             | Jairo Varela  | 5:31     |  |

## Créditos

### Músicos
- Bajo: Francisco García
- Bongó: Celso Clemente
- Cantantes: Tito Gómez, Jairo Varela
- Conga: Mike Potes
- Coros: Edwin "Primi" Cruz, Ramón Rodríguez, Tito Gómez, Jairo Varela
- Flauta: Alí "Tarry" Garcés
- Güiro y maracas: Tito Gómez
- Piano: Nicolás "Macabí" Cristancho
- Timbal: Alfredo "Pichirilo" Longa
- Tres: Ostwal Serna
- Trombón 1: Alberto Barros
- Trombón 2: Adolfo Barros
- Trompeta 1: Tommy Villarini
- Trompeta 2: Edgar Nevárez
- Trompeta 3: Oswaldo Ospino
- Trompeta 4: Fabio Espinosa

### Producción
- Arreglos y dirección musical: Edgard Nevarez
- Mezcla: David Rodríguez, Jairo Varela
- Producción musical: Edgard Nevarez, Jairo Varela